# Alla Politanska
Alla Jurijivna Politanska (ukrainska: Алла Юріївна Політановська), född Ahjejeva (Агєєва) 27 september 1988 i Antratsyt, Luhansk oblast, Sovjetunionen (numera Ukraina) är en volleybollspelare (passare).
Hon spelade med Ukrainas landslag vid EM 2019. 
På klubbnivå har hon blivit ukrainsk mästare fyra gånger, azerbajdzjansk mästare en gång, kazakstansk mästare en gång, vinnare av ukrainska cupen sex gånger och av kazakstanska cupen en gång.